# Anekdoten

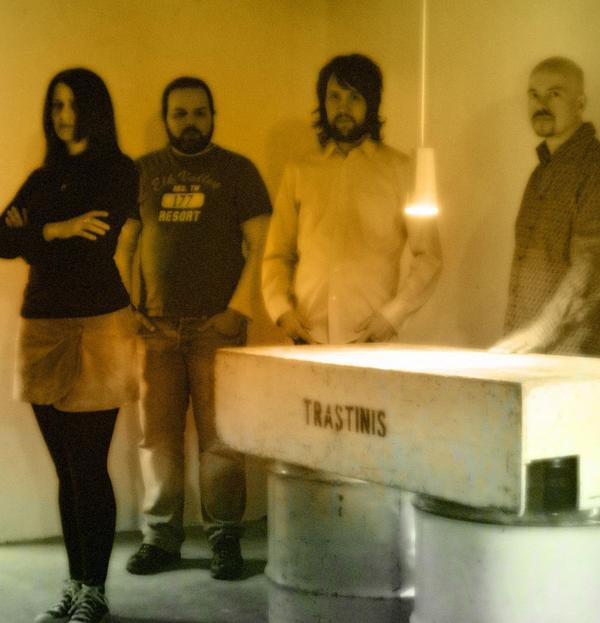
Anekdoten

Anekdoten är en svensk progressiv rockgrupp. Tillsammans med Änglagård och Landberk utgjorde de fronten på en våg av mellotronbaserade svenska band i början av 1990-talet.

## Historik
Bandet bildades 1990 i Borlänge som trion King Edward och spelade då mest King Crimson-låtar. 1991 kom cellisten Anna Sofi Dahlberg med i gruppen och de spelade sedan allt mer eget material, samt bytte namn till Anekdoten. Gruppens debutalbum, Vemod, släpptes 1993.
Niklas Barker har sedan 2010 varit involverad i ett sidoprojekt under namnet My Brother the Wind, där tyngdpunkten ligger på improviserad psykedelisk rock. En debut-CD med titeln Twilight in the Crystal Cabinet släpptes i maj 2010.

## Medlemmar
- Jan Erik Liljestrom - elbas och sång
- Nicklas Barker - gitarr, mellotron och sång
- Peter Nordins - trummor och slagverk, vibrafon, mellotron
- Anna Sofi Dahlberg - mellotron, keyboards, cello och sång

## Diskografi
- 1993 - Vemod
- 1995 - Nucleus
- 1997 - Live EP (fyraspårs livealbum)
- 1998 - Official Bootleg - Live in Japan (livealbum)
- 1999 - From Within
- 2003 - Gravity
- 2005 - Waking The Dead, Live In Japan 2005 (livealbum)
- 2007 - A Time Of Day
- 2009 - Chapters  (compilation, 2 Disc)
- 2015 - Until All The Ghosts Are Gone